# Самурайский квартал Какунодатэ
Самурайский квартал — район в японском городе Какунодатэ, в котором сохранены самурайские жилища.

## Описание и история
Самурайский квартал Какунодатэ включает несколько жилищ самураев, открытых для публики, сохраняющий лучшие примеры архитектуры самурайских домов в Японии. Посетители квартала могут ознакомиться с бытом самураев, как среднего класса, так и богатых.
Наиболее известными являются поместья, расположенные в квартале самураев, открытые для посещения:
- поместье рода Аояги;
- поместье рода Исигуро;
- поместье рода Каварада;
- поместье рода Акита;
- музей самурайского быта.

Поместье Аояги — 400-летняя самурайская резиденция, принадлежащая семье Аояги, включающая нескольких зданий, расположенных на площади 3000 м2. В поместье представлены музейные коллекции, оружейный склад, драгоценные навесные свитки, картины и древние манускрипты, знакомящие с историей самураев. Главное здание резиденции было построено более 200 лет назад.
- Поместье Аояги

Поместье Исигуро открыло для посетителей часть помещений. В закрытой для посетителей части дома продолжает проживать семья потомков рода Исигуро. В открытой для осмотра части демонстрируется коллекция самурайских доспехов и одежды. Представители семьи Исигуро являлась финансовыми консультантами клана Сатакэ, основавшего город Какунодатэ. Сегодня прямые потомки семьи продолжают жить в поместье. Для посещения открыта часть главного здания, построенного в конце периода Эдо (1603—1868), и склад, перестроенный в периоды Мэйдзи (1868—1912) и Тайсё (1912—1926). Этот особняк является наиболее престижным и самым старым из всех существующих сегодня самурайских домов в Какунодатэ. В гостиной главного дома выставлено несколько древних документов, включая документы об оружии и доспехах, а также Кайтай Синсё — медицинский текст периода Эдо. Периодически проводятся выставки кукол, майский фестиваль кукол для мальчиков, выставки кимоно и свадебных одежд. В саду поместья можно видеть множество достопримечательностей, включая искусственную горку, массивные валуны, беседку и 300-летняя пихту.
- Поместье Исигуро

Поместье Каварада — самурайское поместье семьи Каварада, ведущей историю с периода Камакура (1185—1333). Главное здание поместья было построено в середине периода Мэйдзи, в 1891 году. Оформление помещений соответствует традиционному стилю сёин-дзукури, характерным для самурайских домов, и является идентичным строительным планам периода Эдо (1603—1868). Соломенная крыша главного здания имеет форму перевёрнутой книги. Сад мхов передаёт стиль периода Эдо. Поместье Каварада соединено с соседним поместьем Онода садом. 
- Поместья и сад Каварада и Онода

Музей самурайского быта. Музей размещается в переоборудованном здании рисового зернохранилища, принадлежащего семье Каварада, работавшая на клан Сатакэ, наследственному даймё региона в период Эдо (1603-1868). Внутри музея выставлены древние документы и инструменты периода Эдо, а также бытовые приборы семьи Сатакэ, которая раньше жила здесь. 
Другие дома квартала являются примерами мест жительства самураев среднего класса. Есть также два музея, в одном из которых показаны местные традиционные продукты и ремесленное производство, а в художественном музее Омура размещается частная коллекция стеклянных изделий.
В поместье Акита можно увидеть традиционные фермерские инструменты, а также уникальный дом из северных, холодных регионов Японии. В этом поместье также есть сад, содержащий более 600 разновидностей цветов, а также деревья с возрастом многих сотен лет. 
С конца апреля по начало мая в квартале самураев расцветает особый сорт сакуры, являющийся единственным в своём роде в Японии — восьмилепестковая красная плакучая сакура Аояги. 
- Вид улицы в квартале самураев в различных сезонах